# Матриця Грама
Матриця Грама для набору векторів {\displaystyle v_{1},\dots ,v_{n}} — в лінійній алгебрі, у векторному просторі зі скалярним добутком це матриця, елементами якої є скалярні добутки {\displaystyle G_{ij}=\left\langle v_{i},v_{j}\right\rangle }. Якщо вектори {\displaystyle v_{1},\dots ,v_{n}} є стовпцями матриці {\displaystyle X}, то матриця Грама є добутком {\displaystyle X^{*}X}.

## Властивості
- Матриця Грама є ермітовою (у дійсному випадку — симетричною).
- Матриця Грама є невід'ємновизначеною:

{\displaystyle x^{*}\mathbf {G} x=\sum _{i,j}x_{i}^{*}x_{j}\left\langle v_{i},v_{j}\right\rangle =\sum _{i,j}\left\langle x_{i}v_{i},x_{j}v_{j}\right\rangle ={\biggl \langle }\sum _{i}x_{i}v_{i},\sum _{j}x_{j}v_{j}{\biggr \rangle }={\biggl \|}\sum _{i}x_{i}v_{i}{\biggr \|}^{2}\geq 0.}
- І навпаки, довільна невід'ємновизначена матриця є матрицею Грама для деякого набору векторів:

{\displaystyle M=B^{*}B},
Такий розклад є неоднозначним і його можна здійснити багатьма способами, наприклад, здійснивши розклад Холецького чи знайшовши квадратний корінь матриці.
- Ортогональне перетворення набору векторів {\displaystyle v_{1},\dots ,v_{n}} не змінює їх матрицю Грама.

## Застосування
Матриця Грама має застосування в теорії ймовірностей, теорії керування, чисельних методах та ін.